# Careproctus eltaninae
Careproctus eltaninae är en fiskart som beskrevs av Anatoly Petrovich Andriashev och Stein, 1998. Careproctus eltaninae ingår i släktet Careproctus och familjen Liparidae. Inga underarter finns listade.